# Wybory prezydenckie w Autonomii Palestyńskiej w 2005 roku
Wybory prezydenckie w Autonomii Palestyńskiej 2005, pierwsze wybory prezydenckie odbyły się 9 stycznia 2005 roku na terenie Zachodniego Brzegu Jordanu i Strefy Gazy. Rozpisano je po śmierci prezydenta Palestyny Jasera Arafata, który zmarł 11 listopada 2004.
Dziesięciu kandydatów zarejestrowało się w Palestyńskim Centralnym Komitecie Wyborczym. Wszyscy pochodzą z Zachodniego Brzegu Jordanu. Wybory zostały zbojkotowane przez palestyńskie organizacje Hamas oraz Islamski Dżihad.

## Kandydaci
- Mahmud Abbas -  Organizacja Wyzwolenia Palestyny. Były premier i przewodniczący OWP. Zaaprobowany przez Rewolucyjną Radę Fatah 25 listopada 2004.[5]
- Abdel Halim al-Ashqar - niezależny[6].
- Alsaied Barakah - niezależny.
- Mustafa Barghouti - niezależny. Aktywista demokratyczny, przewodniczący Palestyńskiej Inicjatywy Narodowej[7].
- Tayssir Khaled - Demokratyczny Front Wyzwolenia Palestyny[8]
- Hassan Khreisheh - niezależny[9].
- Abdel Sattar Qassem - niezależny. Profesor nauk politycznym Uniwersytetu al-Najah[10].
- Bassam Salhi - Palestyńska Partia Pracy
- Abdel Karim Shbier - niezależny
- Marwan Barghouti - przywódca organizacji Fatah, osadzony w więzieniu w Izraelu, zrezygnował z kandydowania[11].

## Wyniki
| Oficjalne wyniki wyborów prezydenckich z 9 stycznia 2005 | Głosów  | %     |
| -------------------------------------------------------- | ------- | ----- |
| Mahmud Abbas - Fatah                                     | 501 448 | 62,52 |
| Mustafa Barghouti - Niezależny                           | 156 227 | 19,48 |
| Taysir Khald - Demokratyczny Front Wyzwolenia Palestyny  | 26 848  | 3,35  |
| Abdel Halim al-Ashqar - Niezależny                       | 22 171  | 2,76  |
| Bassam al-Salhi - Palestyńska Partia Pracy               | 21 429  | 2,67  |
| Sayyid Barakah - Niezależny                              | 10 406  | 1,30  |
| Abdel Karim Shubeir - Niezależny                         | 5 717   | 0,71  |
| Głosy nieważne                                           | 30 672  | 3,82  |
| Puste karty                                              | 27 159  | 3,39  |
| Razem (w %)                                              | 802,077 | 100.0 |